# Sandra y Celeste
Sandra y Celeste fue un dúo musical argentino de pop rock melódico, que estuvo integrado por las cantantes Sandra Mihanovich y Celeste Carballo en 1987.

## Historia
El proyecto se gestó en diciembre de 1986 y se estrenó en enero de 1987 en la ciudad de Mar del Plata, cuando Celeste Carballo arma un espectáculo junto a la cantautora Sandra Mihanovich y la escritora y poetisa Ludovica Squirru, llamado "Sandra, Celeste y yo".
El espectáculo, se convierte en éxito de temporada veraniega de Mar del Plata y su repertorio estaba integrado por rock, blues y baladas. En marzo de 1987, lo llevan a Buenos Aires al teatro Tabaris,continuando con el éxito de taquilla. Terminada la temporada de cuatro meses salen de gira por todo el país ya sin la compañía de Squirru, quedando completada la dupla "Sandra y Celeste", que se convierte en un éxito total. Luego de un año de gira, en 1988, graban el primer disco Somos mucho más que dos, para el sello RCA Víctor.
El álbum se convierte en disco de oro, lo que las lleva a continuar de gira también por países latinoamericanos, especialmente en Chile donde repletan teatros. Su siguiente material de estudio, titulado Mujer contra mujer, logra un sonido más roquero con la producción de Fito Páez en el tema central y la participación de Tweety González, Pedro Aznar, Lito Epumer, Andrés Calamaro, María Gabriela Epumer, Ulises Butrón y Pappo en distintos tracks. Este material fue editado por el sello Sony BMG.
Además de la calidad artística, la propuesta tuvo gran repercusión en la comunidad LGBTTTIQA: En el año 1989, Carballo asumió públicamente su lesbianismo y declaró su amor por Mihanovich, en el programa de televisión "Imagen de Radio" que conducía Juan Alberto Badía. En 1991, el dúo se disuelve y ambas cantantes toman caminos por separado.

## Discografía
- Somos mucho más que dos (RCA, 1988)
- Mujer contra mujer (Sony Music, 1990)